# Autobusoví dopravci v Česku
Seznam dopravců v silniční linkové osobní dopravě, především autobusové, v České republice.
Základ seznamu podle krajů pochází ze studie Centra dopravního výzkumu za rok 2005.
Údaje o zaniklých nebo přejmenovaných dopravcích nesmazávejte, ale doplňte o aktuální údaje.

## Středočeský kraj
Dle studie dopravní obslužnosti od Centra dopravního výzkumu za rok 2005.
Řazeno abecedně, živnostníci podle příjmení.
- ANEXIA, spol. s r. o. (Transdev Střední Čechy s.r.o.)
- Karel Baumruk
- BOSÁK BUS spol. s r. o., sloučena do Arriva Střední Čechy s. r. o.
- COMETT PLUS s. r. o.
- CONNEX Příbram spol. s r. o., sloučena do Veolia Transport Praha s. r. o.
- CONNEX Praha spol. s r. o. (Veolia Transport Praha s. r. o.)
- CONNEX Východní Čechy a. s. (Veolia Transport Východní Čechy a. s.)
- CS TRANS spol. s r. o.
- CUP TOUR bus, spol. s r. o.
- Český národní expres – C. N. E. Group a. s.
- ČSAD Benešov a. s.
- ČSAD BUS České Budějovice a. s.
- ČSAD Česká Lípa a. s.
- ČSAD Kladno a. s. (transformován do několika podniků)
- ČSAD BUS Kladno a. s.
- ČSAD MHD Kladno a. s.)
- ČSAD Liberec a. s.
- ČSAD POLKOST spol. s r. o.
- ČSAD Semily a. s.
- ČSAD Slaný a. s.
- ČSAD Střední Čechy spol. s r. o.
- ČSAP s. r. o.
- Dopravní podnik Ústeckého kraje a. s.
- Dopravní podnik hl. m. Prahy a. s.
- Dopravní podnik Kněžmost s. r. o.
- Zdeněk Fedorka – FEDOS
- HOTLINER s. r. o.
- Hofmann GmbH
- ICOM transport a. s.
- JARMES, spol. s r. o.
- František Kafka „FRONKA“ CK Příbram
- Slavomír Kohout – Autobusová doprava
- Kokořínský SOK s. r. o.
- Lubomír Kozák
- Jan Kristín – autodoprava
- Zdeněk Kulhánek
- Zdeněk Lamer
- Václav Lexa – LEXTRANS
- NERABUS s. r. o. (pův. Ivan Marinov – NERABUS)
- MĚDOMA spol. s r. o.
- M express s. r. o.
- Petr Ondráček – TRANSVAZ
- Okresní autobusová doprava Kolín, s. r. o.
- POHL Kladno, s. r. o.
- PROBO TRANS BEROUN, spol. s r. o., sloučena do Arriva Střední Čechy s. r. o.
- Vlastimil Slezák
- SPOJBUS spol. s r. o. (pův. Josef Šlechta – SPOJBUS, pak Jana Barnatová – SPOJBUS)
- SPEED LINE, s. r. o.
- TRANSCENTRUM bus s. r. o., sloučena do Arriva Střední Čechy s. r. o.
- Martin Uher spol. s r. o. (pův. Martin Uher)
- Jiří Vodrážka – NEUTRANS
- Josef Zach
- Jiří Zíka

K 9. prosinci 2012 bylo v platnosti 657 licencí pro silniční linkovou osobní dopravu vydaných Středočeským krajem, z toho 612 pro veřejnou vnitrostátní dopravu a 45 pro zvláštní linkovou dopravu.
K 9. prosinci 2012 zajišťovalo dopravní obslužnost Středočeského kraje 134 dopravců, z toho 61 se sídlem ve Středočeském kraji a 73 dopravců, kteří nemají sídlo ve Středočeském kraji, ale mají alespoň 2 zastávky na území Středočeského kraje. Z celkového počtu dopravců bylo 29 v závazku veřejné služby na základní dopravní obslužnosti.

## Jihočeský kraj
Dle studie dopravní obslužnosti od Centra dopravního výzkumu za rok 2005.
- Švarctrans s.r.o.
- Autobusová doprava StiBus
- Dopravní podnik Města Vlachovo Březí s. r. o.
- COMETT PLUS s. r. o.
- Česká silniční automobilová doprava Příbram s. r. o., přejmenována na CONNEX Příbram s. r. o. a pak sloučena do Veolia Transport Praha s. r. o., poté do Arriva Střední Čechy s.r.o.
- ČSAD AUTOBUSY České Budějovice a. s.
- ČSAD JIHOTRANS a. s., přejmenována na GW Bus
- ČSAD Jindřichův Hradec a. s.
- ČSAD STTRANS a. s.
- DOPRAVA ZÁRUBA M&K s. r. o.
- ICOM transport a. s.
- Josef Štefl – tour
- RAMVEJ BUS s. r. o.
- ZEFA Volary s. r. o.
- Dopravní podnik města České Budějovice a. s.
- František Kolář – ČASAD
- Hofmann GmbH, organizační složka
- JH BUS s. r. o.
- Obec Nová Pec
- TRADO-BUS s. r. o.

## Plzeňský kraj
Dle studie dopravní obslužnosti od Centra dopravního výzkumu za rok 2005.
- ČSAD autobusy Plzeň a. s. (od roku 2021 Z-Group bus)
- Plzeňské městské dopravní podniky a. s.
- Autobusová doprava – Miroslav Hrouda s. r. o. (pův. Miroslav Hrouda) ze Zbirohu, MHD v Rokycanech (od roku 2021 Z-Group bus)
- Jiří Zýka (linka 470600)
- Město Bělá pod Radbuzou
- Město Kašperské Hory
- Obec Chanovice
- PROBO TRANS BEROUN s. r. o., sloučena do Arriva Střední Čechy s. r. o.
- Autobusy Karlovy Vary a. s.
- Miroslav Pazdera, Babylon (403020, 403021)
- Šumava Bus s. r. o., 435040 a německá mezinárodní linka 7710
- VATRA Bohemia spol. s r. o.
- Autobusy VKJ s. r. o. (do roku 2003 Centrum Tour, do roku 2006 Vratislav Štáhlich)
- Turbus, s. r. o.

## Karlovarský kraj
Dle studie dopravní obslužnosti od Centra dopravního výzkumu za rok 2005.
- Autobusy Karlovy Vary a. s.
- LIGNETA autobusy s. r. o.
- AD Ligneta regionalbus s. r. o. (pův. REGIONALBUS s. r. o.)
- VV autobusy s. r. o.
- ČI - DU s. r. o.
- Dopravní podnik Karlovy Vary a. s.
- Cvinger bus s. r. o.
- Havlíček (?)
- František Farář
- Věra Havlovičová (Františkovy Lázně)
- PECHOČIAKOVÁ - ZEPRA, s. r. o. (pův. Josef Pechočiak ZE-PRA)
- ZD Novosedly (Zemědělské družstvo Novosedly)
- Karel Vrbík
- Petr Říha
- Miroslav Liška
- Josef Vrábel
- Václav Vaněček
- Bedřich Zavřel (MHD Ostrov)

## Ústecký kraj
Dle studie dopravní obslužnosti od Centra dopravního výzkumu za rok 2005.
- Autobusová doprava s. r. o. Podbořany
- Dopravní podnik Ústeckého kraje a. s.
- Dopravní podnik města Děčína, a. s.
- Dopravní podnik měst Chomutova a Jirkova a. s.
- Dopravní podnik měst Mostu a Litvínova a. s.
- Veolia Transport Teplice s. r. o. (pův. DOPRAVNÍ PODNIK TEPLICE, s. r. o. a několik podobných názvů)
- Dopravní podnik města Ústí nad Labem a. s.
- Jiří Bouda – ADB AUTOBUSOVÁ DOPRAVA
- Jiří Sůra
- Karel Kavka – „KAVKA“
- Karel Matyáš – BUSMAT
- BusMat plus s. r. o.
- Květoslav Jirásek – CarBus
- Martin Lihm – Autobusová doprava
- Miroslav Ohem – SADO
- Obec Podsedice
- Pavel Škramlík
- Petr Frömmel – FOBUS
- Petr Stejskal (dopravce) – SPORTBUS
- Severočeská dopravní a. s.
- Stanislav Jeník
- Technické služby Kadaň s. r. o.
- Úštěcké služby, spol. s r. o.
- Václav Lexa – LEXTRANS
- Vilém Graupner – stroj a stav. údržba

## Liberecký kraj
Dle studie dopravní obslužnosti od Centra dopravního výzkumu za rok 2005.
- Dopravní podnik měst Liberce a Jablonce nad Nisou, a. s., do listopadu 2010 Dopravní podnik města Liberce a. s.
- ČSAD Liberec a. s. (divizi MHD v roce 2008 prodala Dopravnímu podniku města Liberce a. s.)
- ČSAD Jablonec nad Nisou a. s. (v roce 2010 fúzuje s ČSAD Semily a. s. do BusLine a. s., provoz MHD v Jablonci prodal Dopravnímu podniku města Liberce a. s.)
- ČSAD Semily a. s. (v roce 2010 fúzuje s ČSAD Jablonec nad Nisou a. s. do BusLine a. s.)
- ČSAD Česká Lípa a. s.
- BUS Kravaře s. r. o.
- ČSAD Ústí nad Orlicí a. s.
- Technické služby Mimoň s. r. o.
- TRANSCENTRUM bus s. r. o., sloučena do Arriva Střední Čechy s. r. o.
- KAD, spol. s r. o.
- Dopravní podnik Ústeckého kraje a. s.
- OAD Kolín s. r. o.
- OSNADO spol. s r. o., sloučena do Arriva Střední Čechy s. r. o.
- VETT a. s.

V roce 2010 publikoval Liberecký kraj komplexní analýzu dopravy v kraji včetně zajišťování dopravní obslužnosti. Tento dokument obsahuje jednak seznam licencí vydaných krajem, jednak přehled objemu dopravy financované v rámci zajišťování obslužnosti krajem podle dopravců.
Počty licencí pro veřejnou linkovou dopravu vydaných Libereckým krajem, platných v roce 2009 (celkem 203 linek):
- ČSAD Semily a. s.: 80 linek (nyní sloučeno do nové společnosti BusLine a. s.)
- ČSAD Česká Lípa a. s.: 46 linek
- ČSAD Jablonec nad Nisou a. s.: 32 linek (nyní sloučeno do nové společnosti BusLine a. s.)
- ČSAD Liberec a. s.: 39 linek
- BUS Kravaře s. r. o.: 2 linky (platné do 6. 3. 2010)
- ČSAD Ústí nad Orlicí a. s.: 1 linka
- OSNADO spol. s r. o.: 1 linka, sloučena do Arriva Střední Čechy s. r. o.
- TRANSCENTRUM bus spol. s r. o.: 1 linka, sloučena do Arriva Střední Čechy s. r. o.
- COMPAG SEVER s. r. o.: 1 linka

Na území kraje je vedeno též
- 38 linek s licencí vydanou městem Liberec (MHD Liberec, Dopravní podnik měst Liberce a Jablonce nad Nisou a. s.)
- 25 linek s licencí vydanou městem Jablonec nad Nisou (MHD Jablonec nad Nisou, ČSAD Jablonec nad Nisou a. s.)
- 15 linek s licencí vydanou městem Česká Lípa (MHD Česká Lípa, ČSAD Semily a. s.)
- 2 linky s licencí vydanou městem Turnov (MHD Turnov, ČSAD Semily a. s.)
- 26 linek s licencí vydanou Královéhradeckým krajem (8x KAD,spol. s r. o. Krkonošská automobilová doprava Vrchlabí, 8x OSNADO spol. s r. o., 7x ČSAD Semily a. s., 2x Veolia Transport Východní Čechy a. s., 1x Trutnovská autobusová doprava s. r. o., 1x CAR TOUR spol. s r. o.)
- 3 linky s licencí vydanou Pardubickým krajem (1x Zlatovánek spol. s r. o., 1x Veolia Transport Východní Čechy a. s., 1x František Pytlík - BUS Vysočina)
- 11 linek s licencí vydanou Středočeským krajem (7x TRANSCENTRUM bus s. r. o., 1x VONBUS s. r. o., 1x Kokořínský SOK s. r. o., 1x Okresní autobusová doprava Kolín s. r. o., 1x ČSAD Slaný a. s.)
- 12 linek s licencí vydanou hlavním městem Prahou (7x ČSAD Střední Čechy a. s., 1x ČSAD Ústí nad Orlicí a. s., 1x Jan Kukla, 1x STUDENT AGENCY s. r. o., 1x ČSAD Česká Lípa a. s., 1x Jaroslav Štěpánek)
- 7 linek s licencí vydanou Ústeckým krajem (1x Úštěcké služby, spol. s r. o., 1x ČSAD Slaný a. s. 1x Dopravní podnik Ústeckého kraje a. s., 1x ČSAD Semily a. s., 1x Quick Bus a. s., 1x Josef Hemelík, 1x Dopravní podnik města Děčína a. s.)
- 3 linky s licencí vydanou Jihomoravským krajem (2x ČSAD Ústí nad Orlicí a. s. a 1x VYDOS BUS a. s.)
- 1 linka s licencí vydanou Olomouckým krajem (FTL - First Transport Lines, a. s.)
- 9 mezinárodních linek s licencí vydanou Ministerstvem dopravy (2x ČSAD Semily a. s., 1x ČSAD Jablonec nad Nisou a. s., 1x ČSAD Liberec a. s., 2x MUSIL TOUR spol. s r. o., 1x Lvovské ATP, 1x SAD Michalovce a. s., 1x Jozef Sliva - SLIVTOUR)

Smlouvy s autobusovými dopravci byly vesměs uzavřeny na období 8 let (2004–2011), v roce 2009 byly smlouvy se čtyřmi nejvýznamnějšími dopravci prodlouženy o další 3 roky do roku 2014. Na dopravu přispívají i obce s výjimkou obce Kravaře a města Liberec. Rozsah provozu v rámci zajišťování dopravní obslužnosti v letech 2004–2009:
- ČSAD Semily a. s.: 750–848 spojů v pracovní den, 3040–3091 tis. km ročně v závazku veřejné služby
- ČSAD Česká Lípa a. s.: 685–716 spojů v pracovní den, 3100–3176 tis. km ročně v závazku veřejné služby
- ČSAD Jablonec nad Nisou a. s. (mimo MHD): 381–406 spojů v pracovní den, 1743–2039 tis. km ročně v závazku veřejné služby
- ČSAD Jablonec nad Nisou a. s. (MHD Jablonec): 197–218 spojů v pracovní den v MHD, 386–392 tis. km ročně v závazku veřejné služby
- ČSAD Liberec a. s.: 625–660 spojů v pracovní den, 2897–3186 tis. km ročně v závazku veřejné služby
- Dopravní podnik měst Liberce a Jablonce nad Nisou a. s.: 93–107 spojů v pracovní den, 81–93 tis. km ročně v závazku veřejné služby
- TRANSCENTRUM bus spol. s r. o.: 40–46 spojů v pracovní den, 89–108 tis. km ročně v závazku veřejné služby
- OSNADO spol. s r. o.: 27–38 spojů v pracovní den, 46–50 tis. km ročně v závazku veřejné služby
- KAD, spol s. r. o.: 19–27 spojů v pracovní den, 41–54 tis. km ročně v závazku veřejné služby
- Dopravní podnik Ústeckého kraje a. s.: 7–18 spojů v pracovní den, 2–53 tis. km ročně v závazku veřejné služby
- OAD Kolín s. r. o.: 2 spoje v pracovní den, 23 tis. km ročně v závazku veřejné služby
- Technické služby Mimoň, s. r. o./COMPAG SEVER s. r. o.: 14 spojů v pracovní den, 20–38 tis. km ročně v závazku veřejné služby
- VETT a. s./ČSAD Semily a. s. (MHD Česká Lípa): 28–34 spojů v pracovní den, 9–11 tis. km ročně v závazku veřejné služby

V kraji je v roce 2010 provozováno 35 linek zvláštní linkové dopravy. Kraj jedná s objednateli o jejich změně na linky veřejné dopravy s příspěvkem dosavadních objednatelů.
- dopravce MIRO bus s. r. o., objednatel Johnson Controls automobilové součástky, k. s., 14 linek na Českolipsku
- dopravce ČSAD Jablonec nad Nisou a. s., objenatel Mateřská škola Jahůdka, 1 linka v Jablonci nad Nisou
- dopravce Dopravní podnik měst Liberce a Jablonce nad Nisou, a. s., objednatel Globus ČR k. s., 1 linka v Liberci
- dopravce PONYEXPRES s. r. o., 8 linek na Liberecku, z toho 6 pro DENSO MANUFAKTURING CZECH s. r. o. a 2 pro KNORR - BREMSE Systémy pro užitková vozidla ČR s. r. o.
- dopravce ČSAD Liberec, a. s., 3 linky pro klienty centra Babylon
- dopravce ČSAD Liberec, a. s., objednatel RAVY CZ, a. s., 1 linka
- dopravce Richard Samko, 1 linka pro 4 turnovské firmy
- dopravce Roman Brzák, objednatel BENTELER ČR s. r. o., 6 linek v okolí Chrastavy

## Královéhradecký kraj
Dle studie dopravní obslužnosti od Centra dopravního výzkumu za rok 2005.
seznam do zprávy CDV nedodán
- OSNADO spol. s r. o., sloučena do Arriva Střední Čechy s. r. o.
- KAD, spol s. r. o.
- Veolia Transport Východní Čechy a. s., přejmenováno na Arriva Východní Čechy
- Trutnovská autobusová doprava s. r. o.
- CDS s. r. o. Náchod
- Služby města Špindlerův Mlýn s. r. o.
- AUDIS BUS s. r. o.
- ČSAD Semily a. s.
- ČSAD Jablonec nad Nisou a. s.
- ČSAD Ústí nad Orlicí a. s.
- ORLOBUS a. s.
- ČSAD Střední Čechy a. s.
- ČSAD Slaný a. s.
- Dopravní podnik Kněžmost, s. r. o.
- TRANSCENTRUM bus s. r. o.
- Tourbus a. s.
- Lubor Pech
- CAR - TOUR, spol. s r. o.
- AP Tour - dopravní spol. s r.o.
- František Pytlík – BUS Vysočina
- RUBR, spol. s r. o.
- P-transport s. r. o.
- Zlatovánek spol. s r. o.
- ICOM transport a. s.
- Svatopluk Přidal spol. s r. o.
- VYDOS BUS a. s.
- FTL - First Transport Lines a. s.
- Anenské slatinné lázně a. s. (bez licence)

## Pardubický kraj
Dle studie dopravní obslužnosti od Centra dopravního výzkumu za rok 2005.
- AP tour-dopravní spol. s r. o.
- Arnošt Martin
- BODOS bus a. s.
- Veolia Transport Východní Čechy a. s. (pův. CONNEX Východní Čechy a. s.)
- ČSAD Ústí nad Orlicí a. s.
- Dopaz s. r. o., Brno
- DOTA BUS s. r. o.
- František Pytlík – BUS Vysočina - 30.6.2019 ukončil činnost, autobusy nabídl k odprodeji.
- Jaroslav Hnát
- Josef Matějka, M + H Slatiňany
- Josef Pinkas – autodoprava (Králíky)
- Karel Linhart – LAS autodoprava
- Ladislav Bílý
- Miroslav Bartáček
- Pavel Pavlík
- Petr Klupka – O. S. K. Chrast
- SANDY line s. r. o.
- Václav Seifert
- Zlatovánek spol. s r. o.

## Vysočina
Dle studie dopravní obslužnosti od Centra dopravního výzkumu za rok 2005.
- TRADO-BUS, s. r. o.
- BK BUS, s. r. o.
- TREDOS, spol. s r. o.
- Oldřich Řezanina
- ICOM transport a. s.
- ČAS-SERVICE a. s.
- Karel Molcar – KIM
- Radek Čech – Autobusová doprava
- ZDAR, a. s.
- BÍTEŠSKÁ DOPRAVNÍ SPOLEČNOST spol. s r. o.
- Vladimír Beran
- Veolia Transport Východní Čechy a. s. (pův. CONNEX Východní Čechy a. s.)
- Jaroslav Perfilov
- František Kolář
- Pavel Kameš
- Rostislav Koranda
- Jaromír Herna
- ČSAD Benešov a. s.
- ČAD Blansko a. s.
- Hofmann GmbH

## Jihomoravský kraj
Dle studie dopravní obslužnosti od Centra dopravního výzkumu za rok 2005.
- Adolf Svoboda
- ADOSA a. s.
- BÍTEŠSKÁ DOPRAVNÍ SPOLEČNOST spol. s r. o.
- BK BUS, s. r. o.
- BODOS bus a. s.
- BORS Břeclav a. s.
- Břežanská dopravní společnost, s. r. o.
- ČAD Blansko a. s.
- ČAS - SERVICE a. s.
- Čebus - autobusová doprava s. r. o.
- ČSAD Hodonín a. s.
- ČSAD - Ivančická dopravní spol. s. r. o.
- ČSAD Kyjov a. s.
- ČSAD Telnice Servis a. s.
- ČSAD Tišnov, spol. s r. o.
- ČSAD Ústí nad Orlicí a. s.
- DOPAZ s. r. o.
- František Juráček
- Hofmann GmbH
- ICOM transport a. s.
- Jan Šimša
- Jarmila Brtníková – Cestovní kancelář BTC
- Ladislav Včelař
- Roman Šild – TRANSBUS
- SEBUS s. r. o.
- Stanislav Štrbík
- STUDENT AGENCY, s. r. o.
- Tourbus, a. s.
- TRADO-BUS, s. r. o.
- TREDOS, spol. s r. o.
- VYDOS BUS a. s.
- ZDAR, a. s.
- Zdeněk Ryšavý
- Znojemská dopravní společnost - PSOTA, s. r. o.

## Olomoucký kraj
Dle studie dopravní obslužnosti od Centra dopravního výzkumu za rok 2005.
- Veolia Transport Morava a. s. (pův. CONNEX Morava a. s.)
- FTL - First Transport Lines, a. s.
- TRANS STAR, s. r. o.
- František Konečný
- VOJTILA TRANS s.r.o.

- AUTA - BUSY STUDENÝ s. r. o. (Velká Bystřice)
- AUTOBUSOVÁ DOPRAVA PAVEL STUDENÝ, s. r. o. (Konice) (pův. Pavel Studený)
- AUTODOPRAVA Studený, spol. s r.o
- Otakar Tesař
- ČSAD Frýdek-Místek a. s. (MHD Hranice)

## Zlínský kraj
Dle studie dopravní obslužnosti od Centra dopravního výzkumu za rok 2005.
- ČSAD Vsetín a. s. (od roku 2021 Z-Group bus)
- ČSAD Uherské Hradiště a. s.
- KRODOS BUS a. s. (od roku 2021 Z-Group bus)
- Karel Housa – HOUSACAR (od roku 2021 Z-Group bus)
- Kroměřížské technické služby, s.r.o. provozují MHD v Kroměříži

## Moravskoslezský kraj
Dle studie dopravní obslužnosti od Centra dopravního výzkumu za rok 2005.
- ARRIVA MORAVA a. s. (pův. CONNEX Morava a. s.)
- TQM - holding s. r. o.
- ČSAD Frýdek-Místek a. s.
- BUS Slezsko a. s., sloučena s Veolia Transport Morava a. s. (ARRIVA MORAVA a. s.)
- ČSAD Karviná a. s.
- ČSAD Havířov a. s.
- Osoblažská dopravní společnost, s. r. o.
- Ján Kypús - BUS, s. r. o.
- Jiří Kantor
- „KULA“ spol. s r. o., později REGIOBUS, s. r. o., sloučena s ČSAD Karviná a. s.
- FTL - First Transport Lines, a. s.

## Provozovatelé komerčních linek
Seznam dopravců, kteří provozují veřejné linky mimo základní dopravní obslužnost, tedy linky na vlastní podnikatelské riziko dopravce či neveřejného objednatele, lze vyčíst ze seznamu kompenzací, které stát dopravcům vyplácí za státem nařízené slevy jízdného studentům, dětem do šesti let nebo zdravotně postiženým.
Za rok 2013 obdrželi tuto kompenzaci tito dopravci (v pořadí podle výše kompenzace):
- STUDENT AGENCY, s.r.o. (42 954 599,49 Kč)
- ARRIVA MORAVA, a.s. (6 012 787,80 Kč), VEOLIA TRANSPORT MORAVA, a.s. (3 417 483,00 Kč), celkem 9 430 270,80 Kč
- ARRIVA PRAHA s.r.o. (5 424 685,24 Kč), VEOLIA TRANSPORT PRAHA s.r.o. (1 195 839,27 Kč), celkem 6 620 524,51 Kč
- BusLine a.s. (6 613 081,00 Kč)
- ČSAD ÚSTÍ NAD ORLICÍ, a.s. (6 495 732,99 Kč)
- ČSAD AUTOBUSY ČESKÉ BUDĚJOVICE, a.s. (5 090 119,92 Kč)
- AUTOBUSY VKJ s.r.o. (4 259 081,82 Kč)
- ICOM TRANSPORT a.s. (3 918 915,50 Kč)
- ARRIVA VÝCHODNÍ ČECHY, a.s. (2 408 128,51 Kč), VEOLIA TRANSPORT VÝCHODNÍ ČECHY, a.s. (1 471 596,77 Kč), celkem 3 879 725,28 Kč
- OSNADO s.r.o. (3 834 030,00 Kč)
- ČSAD JIHOTRANS a.s. (3 601 197,00 Kč)
- ČSAD VSETÍN, a.s. (3 344 407,00 Kč)
- PROBO BUS a.s. (2 764 538,00 Kč)
- TOURBUS, a.s. (2 529 236,60 Kč)
- ANEXIA, s.r.o. (2 379 517,68 Kč)
- ČSAD MHD KLADNO a.s. (2 160 677,00 Kč)
- ČSAD Střední Čechy a.s. (1 778 741,00 Kč)
- AUTOBUSY KARLOVY VARY, a.s. (1 765 483,00 Kč)
- DOPRAVNÍ PODNIK KARLOVY VARY, a.s. (1 710 677,40 Kč)
- AD LIGNETA REGIONALBUS s.r.o. (1 675 874,00 Kč)
- KAD spol. s r.o. (1 616 861,52 Kč)
- Quick Bus a.s. (1 515 858,99 Kč)
- TREDOS, spol. s r.o. (1 493 624,31 Kč)
- Autobusy KAVKA a.s. (1 451 307,75 Kč)
- TRADO-BUS, s.r.o. (1 392 046,77 Kč)
- CDS s.r.o. Náchod (1 325 183,00 Kč)
- ČSAD JINDŘICHŮV HRADEC a.s. (1 243 185,58 Kč)
- FTL – First Transport Lines, a.s. (1 186 010,69 Kč)
- ČSAD STTRANS a.s. (1 181 476,00 Kč)
- ZDAR, a.s. (1 113 206,20 Kč)
- Dopravní podnik měst Chomutova a Jirkova a.s. (1 112 862,60 Kč)
- Karel Mudroch - DALE (1 019 056,00 Kč)
- ZNOJEMSKÁ DOPRAVNÍ SPOLEČNOST - PSOTA, s.r.o. (988 125,65 Kč)
- A-Z BUS s.r.o. (975 033,73 Kč)
- DPÚK a.s. (951 259,81 Kč)
- KATEŘINA KULHÁNKOVÁ (836 215,00 Kč)
- ČSAD Česká Lípa a.s. (754 291,95 Kč)
- K Servis Bohemia s.r.o. (748 072,00 Kč)
- ČSAD SLANÝ, a.s. (666 694,17 Kč)
- ZLATOVÁNEK, spol. s r.o. (646 922,99 Kč)
- ČAS – SERVICE a.s. (563 183,75 Kč)
- František Pytlík - BUS VYSOČINA (529 243,17 Kč)
- Trutnovská autobusová doprava s.r.o. (528 522,56 Kč)
- JH BUS s.r.o. (527 072,00 Kč)
- Radek Čech (483 606,00 Kč)
- Stanislav Jirásek (446 786,00 Kč)
- H.F.TOUR s.r.o. (422 509,00 Kč)
- VYDOS BUS, a.s. (413 219,00 Kč)
- COMETT PLUS, s.r.o. (359 388,00 Kč)
- CAR TOUR spol. s r.o. (359 332,00 Kč)
- ČI & DU, s.r.o. (351 680,25 Kč)
- České dráhy a.s. (autobusy) (314 139,49 Kč)
- TRANSCENTRUM BUS s.r.o. (306 255,92 Kč)
- Josef Hemelík (298 663,00 Kč)
- ČSAD BENEŠOV, a.s. (290 516,88 Kč)
- BOSÁK BUS, s.r.o. (263 862,16 Kč)
- ČSAD BUS Uherské Hradiště a.s. (247 688,00 Kč)
- ČSAD Hodonín a.s. (220 484,10 Kč)
- ČSAD LIBEREC, a.s. (201 170,00 Kč)
- BK BUS, s.r.o. (166 968,04 Kč
- BDS - BUS, s.r.o. (161 613,94 Kč
- ČAD BLANSKO (149 060,50 Kč)
- Autobusová dopravní s.r.o. (89 307,00 Kč)
- Rostislav Vilém (83 609,50 Kč)
- KVĚTOSLAV JIRÁSEK - CAR BUS (79 010,00 Kč)
- Vojtěch Sadílek (75 044,00 Kč)
- BORS Břeclav a.s. (74 558,00 Kč)
- AUTODOPRAVA LAMER s.r.o. (54 481,00 Kč)
- ČSAD Tišnov, spol. s r.o. (52 526,00 Kč)
- M express s.r.o. (46 305,00 Kč)
- CS BUS s.r.o. (43 580,00 Kč)
- ČSAD POLKOST (35 712,00 Kč)
- LENET trading s.r.o. (32 669,40 Kč)
- Okresní autobusová doprava Kolín, s.r.o. (16 897,56 Kč)
- Petr Langhamer (16 817,00 Kč)